# ツルマオ
ツルマオ Pouzolzia hirta はイラクサ科の植物。蔓状に伸びる草本で、三行脈の発達した葉を十字対生につける。

## 特徴
匍匐性の多年生の草本。株全体として多少有毛となっている。茎は黄緑色で細い円柱状をしており、まばらに枝を出しながら蔓状に長く伸びる。またその皮には繊維がある。
それらの枝の先端部は立ち上がり、高さ15-100cmに達する。葉は対生で、ごく短い葉柄があり、葉身は披針形で先端は突き出して尖り、基部は円形か、多少心形で凹んでいる。葉身は縁が滑らかとなっており、長さ3-10cm、幅1-2.5cmで、表面はざらつきがあり、また主脈と1対の側脈が強く出る3行脈となっており、それら3本の主脈は葉の裏側に隆起しており、それら3脈の間を横につなぐ細かい横向きの脈が多数見られる。なお、5行脈になる場合もある。葉柄間托葉は三角形で先端が尖っており、質は膜質。
花期は8-10月。雌雄同株だが雄花と雌花があり、いずれも葉腋に集まってつく。雄花は茎の先端側、雌花は茎の下方につく。雄花には短い柄がある。花被は5枚で、その先端は急に内側に曲がっており、毛が生えている。雄しべは花被と対をなしてつき、5本ある。雄しべの花糸は太く、蕾の時には内側に曲がって入っているが、開花すると弾き出て伸び、葯から花粉を出す。雌花にも短い柄があり、花被は2枚だが互いに合着して子房を包んでいる。柱頭は糸状で、合着した花被によって形成される花被筒から突き出している。痩果は黒くなり、光沢がある。
名前の由来は蔓苧麻で、蔓になる苧麻（カラムシ）のことである。

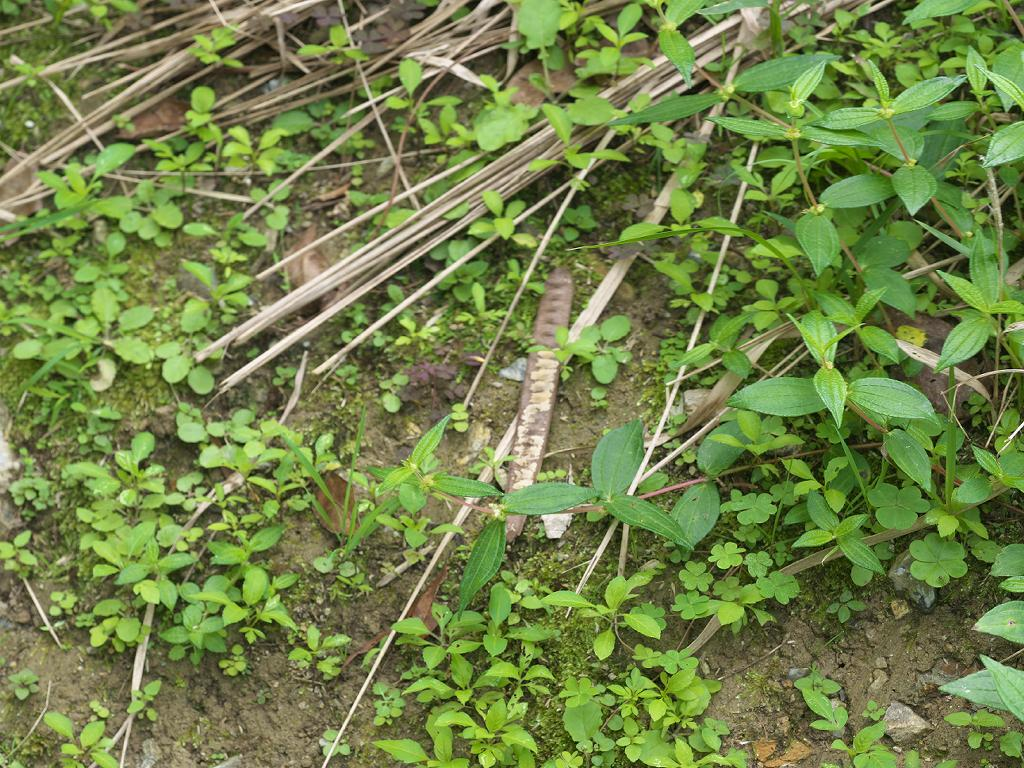
若い枝は横に這う。
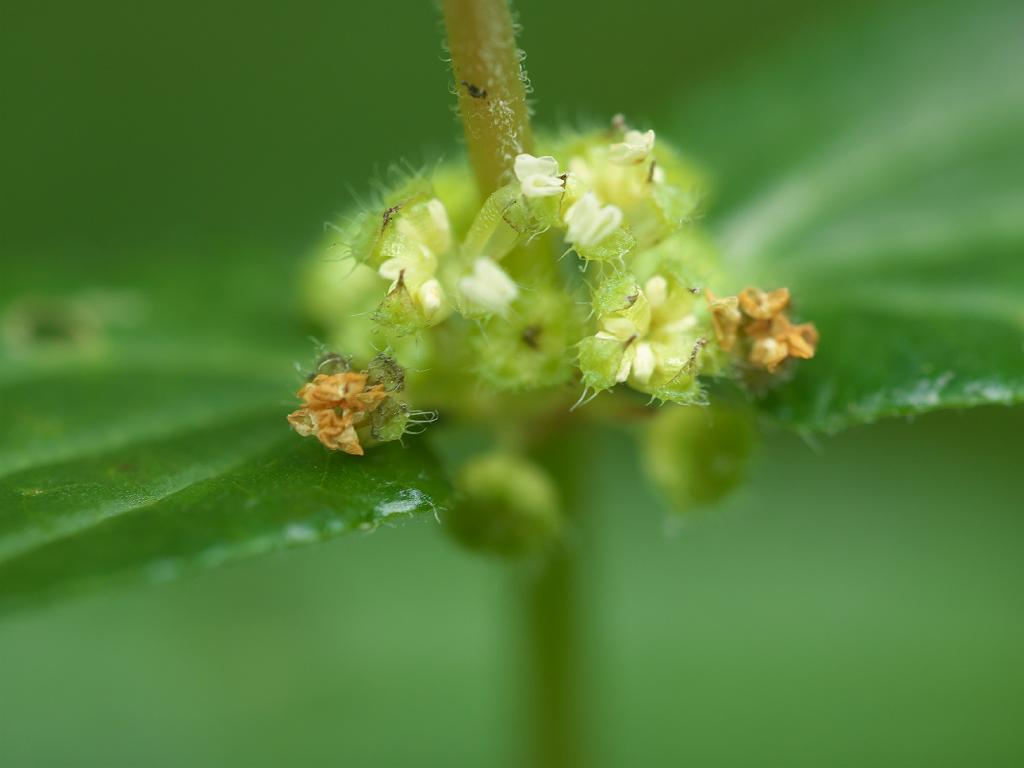
雄花の拡大像

## 分布と生育環境
日本では本州の静岡県、紀伊半島、中国地方、それに九州南部、沖縄に見られ、国外では中国南部、インド、東南アジアに分布する。ただし下記のように日本での分布地はもう少しあり、今後増える可能性も示唆されている。
路傍に生える。

## 分類など
本種は古くには Gonostegia 属に含め、G. hirta の学名で本種をあつかい、またこれをツルマオ属としていた。Pouzulzia はオオオバヒメマオ属の名で別属であった。
以前の扱いでは本種はその属では日本で唯一の種であったが、現在のあつかいで同属となったものにヤンバルツルマオ（オオバヒメマオ） P. zeylanica がある。屋久島以南の南西諸島に見られるが、葉は互生で小さく、茎はその基部が木質化するもので、その見かけは本種とあまり似ていない。

## 人間との関係
環境省のレッドデータブックには登録されていないが、県別では千葉県、神奈川県、和歌山県、長崎県で絶滅危惧I類、広島県で準絶滅危惧に指定されている。分布域の北限での指定と思われ、それ以内では普通種であるらしい。神奈川県では2001年に発見され、現状は2カ所で10株未満であるが、南方系の植物は増加傾向があるので今後に増加する可能性があるとしている。
南西諸島では田畑の畔などにも出現し、これを牛馬の飼料とした。刈っても刈っても若葉が伸び出して好都合であったという。
より南方の地域では食用などとして用いられる例もあり、たとえばインドの東ヒマラヤ域では本種は家庭内で利用される山菜としてごく普通に用いられるものの一つで、その葉が葉野菜として用いられ、地域的な市場で販売されているのも普通に見かけられる。